# McKenzie Moore
McKenzie Moore (Santa Rosa, 11 maggio 1992) è un cestista statunitense con cittadinanza filippina.

## Palmarès
- Coppa di Polonia: 1

Włocławek: 2020